# Miniassegni
 (février 2019).

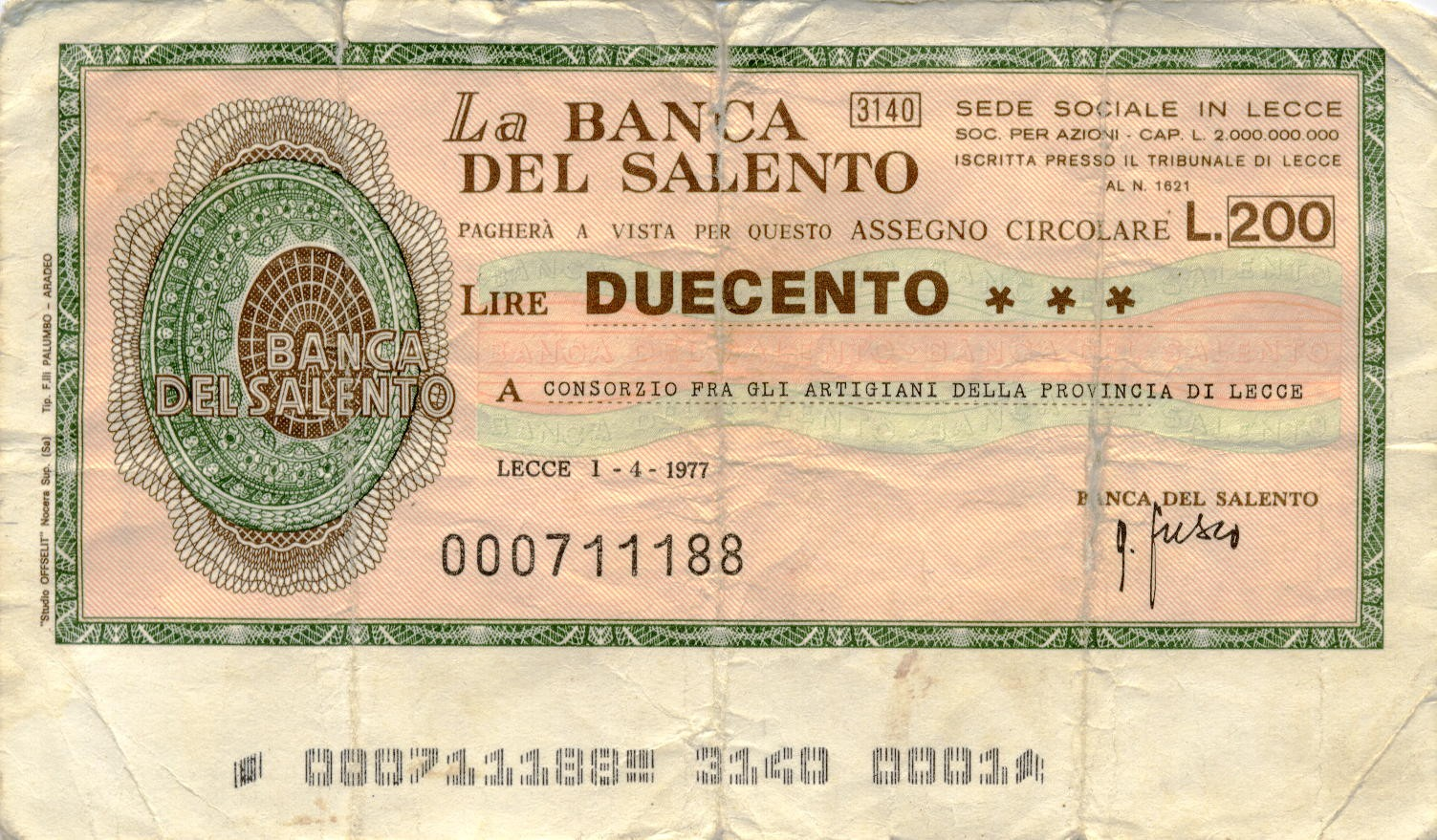
Un mini-chèque de la Banque du Salente

Les « miniassegni » (signifiant littéralement mini-chèques en italien) est une monnaie de nécessité qui circule en Italie à la fin des années 1970 introduite à fin de remplacer les monnaies qui sont à court et qui, avant ce moment, sont substituées par des bonbons, des timbres postaux, des jetons de téléphone et dans certaines villes même par des billets de transport public. 

## Histoire
Les premiers « miniassegni » apparaissent pendant le mois de décembre de 1975 (plus précisément le 10 décembre 1975 l'Institut bancaire San Paolo de Turin émet des mini-chèques ayant la valeur de 100 lires italiennes) et par la suite ils sont émis par de nombreuses banques avec les valeurs de 50, 100, 150, 200, 250, 300, ou 350 lires. Leur nom dérive du fait qu'il s'agit de véritables chèques mais plus petits des normaux. 
Dans le cas des chèques de l'Institut Central des Banques populaires italiennes et dans certains cas de ceux émis par l'Institut Central des Banques et Banquiers, les chèques étaient émis par concession de la part de l'institut prédit par les banques associées. 
Afin de dépasser la défense d'émettre de la monnaie (prérogative réservée aux banques centrales), les banques émettent de véritables chèques de petites dimensions enregistrés au nom de sociétés et organismes déjà en possession de leur endossement. Dans la pratique, puisque ce sont des titres au porteur, ils sont échangés de main en main comme si c'était de la vraie monnaie courante. 

Il s'agit d'une authentique invasion. On en trouve 835 types différents, émis par une soixantaine de banques, ce qui représente un montant estimé à plus de 200 milliards de lires italiennes, soit 12 millions d'euros. Cela est probablement une affaire pour les banques étant donné que de nombreux « miniassegni » fissent par la suite par être détruits, à cause notamment de la mauvaise qualité du papier, finissent dans les mains des collectionneurs ou bien ils sont oubliés dans les tiroirs. 
Les mini-chèques disparaissent vers la fin de 1978 lorsque l'Istituto Poligrafico e Zecca dello Stato (IPZS), la fabrique de monnaie nationale italienne, est enfin dans la mesure de subvenir au manque de monnaies provoqué par une notable inflation. 
De grands magasins émettent des mini-chèques sous la forme de « tickets marchandise » et on constate également la circulation de faux « miniassegni ». Par ailleurs, les mini-chèques qui sont aujourd'hui en bonnes conditions peuvent atteindre des valeurs exorbitantes pour les collectionneurs. 
Les mini-chèques ont même inspirer la chanson de Gildo dei Fantardi nommée « I Miniassegni ».